# Francisco (football, 1978)
Pour les articles homonymes, voir Francisco, Francisco Rodríguez et Rodríguez.
Francisco Javier Rodríguez Vílchez, plus connu comme Francisco, né le 17 juin 1978 à Almería (Andalousie, Espagne), est un joueur de football reconverti en entraîneur.

## Carrière

### Comme joueur
Francisco débute à l'âge de 17 ans comme professionnel avec le club Plus Ultra d'Almería lors de la saison 1995-1996 en D4 espagnole. Ses bonnes prestations lui permettent d'être recruté en 1996 par l'Espanyol de Barcelone pour jouer avec les juniors. En 1997, il joue avec le club amateur Club Deportivo Almería. En 1999, il attire l'attention de Valence CF où il joue une saison avec l'équipe réserve.
Lors de la saison 2000-2001, Francisco est prêté au Polideportivo Ejido. Il rejoint le club de sa ville natale, l'UD Almería lors du mercato d'hiver de la saison 2001-2002, club avec lequel il obtient une promotion en Deuxième division. Il reste à Almería jusqu'en 2004 pour rejoindre ensuite l'Albacete Balompié qui lui offre l'occasion de jouer en Première division. Avec Albacete, il joue peu et n'inscrit que trois buts dont un face au Real Madrid au stade Santiago Bernabéu et un autre face à l'Atlético Madrid au stade Vicente Calderón qui est considéré comme un des plus beaux de la saison 2004-2005.
Lors du mercato d'hiver de la saison 2005-2006, Francisco est transféré à l'UD Almería. Le club, alors entraîné par Unai Emery, parvient à monter en Première division en mai 2007.
En août 2007, il est prêté au Granada 74 CF. En 2008, il est libéré de son contrat avec Almería et il signe avec Alicante CF pour une saison.
En janvier 2010, il joue avec l'Orihuela CF en D3, puis il met un terme à sa carrière au terme de cette saison.

### Comme entraîneur
Entre 2011 et 2013, Francisco est l'entraîneur de l'équipe réserve de l'UD Almería qui joue en Troisième division.
Le 29 juin 2013, il prend la succession de Javi Gracia comme entraîneur de l'équipe première d'Almería qui vient d'être promue en Première division. À 35 ans, il est l'entraîneur le plus jeune de la saison 2013-2014. Il est limogé le 8 décembre 2014, remplacé par Juan Ignacio Martínez.
En décembre 2016, il est nommé à l'UCAM Murcie CF (D2).
Lors de la saison 2017-2018, il entraîne le CD Lugo (D2).
À l'été 2018, il signe avec Córdoba CF (D2) mais il quitte le club le 2 août, après seulement 35 jours.
Le 10 octobre 2018, il est nommé entraîneur de la SD Huesca, qui occupe alors la dernière place en Liga.